# Spirocystidae
Spirocystidae reprezintă o familie de coccidii din încrengătura Apicomplexa, paraziți homoxeni (monoxeni) ai oligochetelor. Conține un singur gen și o singură specie Spirocystis nidula.  Familia Spirocystidae are următoarele particularități: 
- Ciclul de viață homoxen.
- Meronți vermiculari plurinucleari răsuciți în formă de spirală, cu o lungimea de 35 de microni, aflați în cavitatea celomică a oligochetelor.
- Microgamonții și macrogameții localizați în epiteliul intestinal.
- Microgameții lipsiți de flageli.
- În oochist se formează un sporozoid. [1][2][3]